# نوروز محمدف
نوروز محمدف (به ترکی آذربایجانی: Novruz Məmmədov) سیاستمدار و مترجم اهل جمهوری آذربایجان است. وی از ۲۱ آوریل سال ۲۰۱۸ مسئولیت نخست‌وزیری آذربایجان را بر عهده دارد.

## زندگی‌نامه
نوروز محمدف در ۲۵ مارس سال ۱۹۴۷، در نخجوان شوروی سابق زاده شد. وی پی‌اچ‌دی خود را در رشته لغت‌شناسی در سال ۱۹۹۱ از دانشگاه زبان آذربایجان اخذ نمود. بعدها در آنجا به عنوان استاد کار کرد.
نوروز محمدف در حال حاضر به زبان‌های فرانسوی و روسی به خوبی مسلط است.

## کارنامه
بین سال‌های ۱۹۶۷ الی ۱۹۸۱ به عنوان مترجم در کشورهای الجزایر و گینه فعالیت داشت. در سال ۱۹۸۲، به ریاست دانشکده دوره آموزش مقدماتی و در سال ۱۹۸۳، به سکانداری دانشکده زبان فرانسوی رسید۰ که تا سال ۱۹۹۷ این سمت را عهده‌دار شد.
در سال ۱۹۹۵، به عنوان مترجم حیدر علی‌اف، رئیس‌جمهوری مرحوم آذربایجان منصوب گردید. در میان سال‌های ۱۹۹۷ تا ۲۰۱۸ سکان ریاست بخش روابط بین‌الملل نهاد ریاست جمهوری آذربایجان را در دست خود گرفت. وی در ۲۱ آوریل سال ۲۰۱۸، از سوی الهام علی‌اف، رئیس‌جمهوری آذربایجان به عنوان نخست‌وزیر این کشور منصوب گردید.

## جوایز

### جوایز جمهوری آذربایجان
- «نشان شهرت» (۲۰۰۷)
- «نشان مایع افتخار» (۲۰۱۷)
- رتبه سفیر فوق‌العاده و تام‌الاختیار

### جوایز کشورهای خارجی
- نشان «لژیون دونور» فرانسه (سال ۱۹۹۸)[۵]
- «لژیون دونور» لهستان (سال ۲۰۰۹)

## فعالیت‌های علمی
نوروز محمدف ۲۰ مقاله علمی و چندین کتاب به نگارش درآورده است. افزون بر این‌ها، بیش از ۳۰۰ مقاله اختصاصی به مسائل سیاسی و سیاسی- اجتماعی نیز نوشته‌است.
در سال ۲۰۰۱، اثر «اسطوره ترور» «Erich Feigl» را به زبان فرانسوی برگرداند.